# James Makittrick Adair
Pour les articles homonymes, voir James Adair et Adair.
James Makittrick Adair (1728–1802) était un médecin écossais, pamphlétaire et anti-abolitionniste.

## Biographie

### Jeunesse
Né en 1728 soit à Inverness soit à Ayr, James Makittrick Adair était le fils de James Makittrick et de son épouse, fille de Robert Adair de Kirkmaiden, Mull of Galloway,. Adair adopta le nom de jeune fille de sa mère en 1783. Les sources divergent quant à la profession de son père. Le New General Biographical Dictionary de Hugh James Rose suggère qu’il était officier des Inland Revenue à Édimbourg. Cependant, le Oxford Dictionary of National Biography avance qu’il était médecin à Ayr.

### Carrière
Adair a fait ses études à l'Université d'Édimbourg, obtenant son Doctorat en médecine en 1766 avec une dissertation sur la Fièvre jaune.
Il fut élu membre du Royal College of Physicians of Edinburgh en 1767.
Après l'obtention de son diplôme, il fut nommé Aide-chirurgien sur le sloop de guerre HMS Porcupine, à destination des Îles Sous-le-Vent (Petites Antilles).
Peu après, il s'installa à Antigua, où il aida un parent à gérer une plantation.
Après plusieurs années passées aux Antilles, il visita l'Histoire coloniale des États-Unis, où il fit la connaissance de Benjamin Franklin, avant de retourner en Grande-Bretagne et de s'installer à Andover (Hampshire), dans le Hampshire.
À la suite du déclenchement de la Guerre d'indépendance des États-Unis, il retourna à Antigua, où il fut nommé médecin à Monk's Hill, ainsi que juge-assistant aux tribunaux de la Cour du banc du roi (Angleterre) et de la Cour des plaids communs (Angleterre).
En 1783, Adair quitta définitivement les Antilles et s'installa à Bath (Somerset), où il reprit l'exercice de la médecine.

### Famille
Adair se maria plusieurs fois et eut une fille, Anne Adair, ainsi qu'un fils, James Makittrick Adair. Le jeune James était un ami de Robert Burns et épousa Charlotte Hamilton, la demi-sœur de Gavin Hamilton.
Il suivit également son père dans la profession médicale, et fut élu Fellow du Royal College of Physicians of Edinburgh en 1793.

### Mort et inhumation
Adair mourut à Ayr en 1801 et fut enterré dans le cimetière de l'Alloway Auld Kirk.
Les premières versions du Dictionnaire national de biographie ont, par erreur, indiqué qu'il était décédé à Harrogate en 1802, informations qui concernent en réalité son fils portant le même nom.

## Œuvres
Adair fut également un auteur prolifique, se concentrant principalement sur des textes médicaux. Parmi ses œuvres figurent Medical Cautions for the Consideration of Invalids, qui vante les bienfaits pour la santé des villes thermales comme Bath (Somerset), An Essay on Diet and Regimen, ainsi que Essays on Fashionable Diseases [...] and on Quacks and Quackery,,.
Le caractère irascible d'Adair entraîna de nombreux différends avec ses collègues ainsi qu'avec des personnes extérieures au milieu médical. Ceux-ci provenaient en partie de son opposition déterminée à la charlatanerie, mais étaient également attribués à son tempérament emporté, comme en témoigne son emprisonnement à la prison de Winchester pour avoir lancé un défi en duel.
Il fut surtout célèbre pour sa longue querelle avec Philip Thicknesse, qui débuta après que ce dernier se soit senti offensé par une remarque dans Medical Cautions.
Après plusieurs échanges acerbes, dont une dédicace dans laquelle Adair qualifiait son rival de « Censeur général de la Grande-Bretagne, professeur d'empirisme, et marchand de remèdes brevetés, de viols et de meurtres pour le St. James's Chronicle », Adair publia un ouvrage contenant des errata prétendument ajoutés aux mémoires de Thicknesse, accompagnés d'une gravure satirique en frontispice,.
En plus de ses travaux médicaux, il publia également plusieurs œuvres spirituelles et satiriques, dont The Methodist and the Mimick, sous le nom de plume de Peter Paragraph.
Cependant, son œuvre la plus controversée reste son pamphlet anti-abolitionniste de 1790, Unanswerable Arguments Against the Abolition of the Slave Trade, où Adair, s'appuyant sur son expérience dans les plantations d'Antigua, défendait l'esclavage de type chattel comme un système paternaliste offrant, selon lui, une meilleure qualité de vie aux esclaves que la liberté.